# 華力進
華力進（1924年3月16日—2011年11月14日），本名樹德，字慈銘，福建上杭人，中華民國教授。華畢業於臺灣大學政治系、政治大學公共行政研究所，後任教於政治大學，歷任教授、公共行政系主任、公共行政研究所所長、公共企業中心主任和法學院院長等職務。

## 生平
民國十三年二月十二日（1924年3月16日），華力進出生於福建上杭華家亭。
2011年11月14日，華力進因急性肺炎在臺大醫院逝世，享壽八十八歲。總統馬英九發布總統令明令表彰他的貢獻。

### 引用
1. 1 2  事略 2016，第8頁.
2. 1 2  林吕建 2013，第124頁.
3. 1 2  刘国铭 2005，第664頁.
4. ↑  林宜箴 2011.
5. ↑  總統令 2011，第58-59頁.
6. ↑  國立政治大學校友總會 2011.

### 來源
- (PDF). . 臺北市: 名象品牌形象策略. 2016: 8–13  [2023-01-23]. ISBN 9789579846219. （原始内容存档 (PDF)于2023-01-23） （中文（臺灣））.
- 林吕建.  (PDF). 杭州: 浙江大学出版社. 2013: 124–125  [2023-01-18]. ISBN 978-7-308-10790-7. （原始内容存档 (PDF)于2023-01-26）.
- 刘国铭. . 团结出版社. 2005: 664. ISBN 7-80214-039-0 （中文（中国大陆））.
- 馬英九; 吳敦義. . 總統府公報. 2011-12-21, (7008): 58-59  [2023-01-23]. （原始内容 (pdf)存档于2023-01-23） （中文（臺灣））.
- 林宜箴. . 2011-11-18  [2023-01-23]. （原始内容存档于2023-01-23） –Yahoo奇摩新聞 （中文（臺灣））.
- 國立政治大學校友總會. . 社團法人國立政治大學校友總會. 2011  [2023-01-23]. （原始内容存档于2023-01-23） （中文（臺灣））.

## 延伸閱讀
- 容愛鈞. .  (PDF). 臺北市: 中華祖父母關懷協會. 2015: 174–176. ISBN 978-986-92647-0-9. （原始内容 (PDF)存档于2023-01-23） （中文（臺灣））.